# Albeta
Albeta è un comune spagnolo di 120 abitanti situato nella comunità autonoma dell'Aragona.